# .sz
.sz는 에스와티니의 인터넷 국가 코드 최상위 도메인이다. SISPA가 등록을 주관한다.

## 2차 수준 도메인
4개의 2차 수준 도메인이 있습니다.
- co.sz: 상업 법인
- ac.sz: 학술기관
- org.sz: 비영리단체
- gov.sz: 정부용으로 예약됨